# Police de proximité
La police de proximité désigne un concept récent dans les polices, notamment occidentales, qui vise à rapprocher l'institution policière du citoyen. Par extension, ce terme désigne une division de la police, au même titre que la police judiciaire par exemple.

## Définition du concept
La police de proximité (aussi appelée "police communautaire", "police citoyenne"...) est une approche dans les relations entre la police et la population qui consiste à inclure les attentes et les besoins du citoyen dans les missions de la police. Cette approche intervient à la suite de la perte de confiance de la population dans l'institution policière, avec pour but de rétablir cette confiance.
Cette approche se traduit par exemple par la création d'une division ou d'un corps dédié (par exemple, l'agent de quartier), par un partenariat entre la police et la population pour renforcer la sécurité, ou par une plus grande proactivité de la police (ne plus se contenter de répondre aux appels ou de réaliser des patrouilles aléatoires, mais anticiper et cerner les problèmes de criminalité du quartier).

## Police de proximité par pays

### Belgique
La Belgique applique le concept de police de proximité avec la Police locale, notamment au travers de l'agent de quartier et du partenariat local de prévention.

### France
La France a mené à partir de 1998 une expérience nationale de police de proximité, expérience qui a globalement été arrêtée en 2003.